# Mjölnir
Mjölnir   (/ˈmjɒlnɪər/ ou /ˈmjɒlnər/ MIOL-n(i)er; também Mjǫlnir, Mjollnir, Mjölner, Mjølner, Mjølnir ou Mjølne; em português:  aquilo que esmaga; pronúncia: Miólnir, Miólnier ou Milmiun), na religião nórdica, é o martelo do deus Thor, um deus filho do principal deus nórdico Odin (pai de todos) associado com o trovão naquele sistema mitológico.

## Descrição

O deus do trovão da mitologia nórdica þórr, usando o martelo Mjølner como arma numa batalha. (quadro de Mårten Eskil Winge de 1872)

Talhado de forma bem característica com semelhança a uma bigorna, o instrumento é representado como uma das armas mais temíveis, capaz de aplainar montanhas. Embora geralmente reconhecido e ilustrado como um martelo, Mjölnir é algumas vezes mencionado como um machado ou um porrete. No século XIII, no Edda em Prosa, Snorri Sturluson relata que os Svartálfar Sindri e Brokk produziram o mjölnir por ordem de Loki. Ele teria sido criado pelos filhos de Ivaldi numa aposta contra o deus Loki.
O Edda em Prosa dá um sumário das qualidades especiais do mjölnir quando Thor o usa:

... seria possível atacar tão firmemente como ele desejasse, qualquer que fosse sua finalidade, e o martelo nunca falharia, e se ele o arremessasse contra algo, ele nunca falharia o alvo e nunca voaria para além do alcance de sua mão, e quando ele quisesse, se tornaria tão pequeno que poderia ser carregado dentro de sua túnica.

Na mitologia nórdica, os trovões seriam þórr usando seu martelo (sendo esse o motivo de ele ser chamado de deus do trovão).
O mjölnir é tão pesado que só þórr, com sua força gigantesca e usando o cinto (megingjard), é capaz de empunhá-lo. O martelo também é o símbolo da força para os nórdicos, e se acredita que quem carrega um consigo terá força e boa sorte. Por isso, era de costume entre os atiradores de martelos levar um pingente na forma de mjölnir para as competições e batalhas, acreditando que þórr iria ajudá-los.

## Mjölnirna mídia
- No Anime e Mangá Soul Eater existe uma personagem chamada Marie Mjölnir que pode se transformar em uma arma parecida com um martelo, em clara referencia ao martelo Mjölnir de Thor.
- O herói da Marvel Comics, Thor brande uma versão de Mjölnir que só pode ser carregado por aqueles que sejam considerados dignos de fazê-lo.
- O Mjölnir e seu dono Thor fazem uma aparição no anime Sword Art Online, no arco Caliber
- No jogo Tomb Raider: Underworld, Lara Croft busca pelo Mjölnir, pois no jogo ele é citado como chave para Helheim e "arma" mais poderosa de todo universo.
- No jogo Defense of The Ancients (DotA), Mjölnir é um item a venda para heróis (combinando os itens Maelstrom e Hyperstone), com a finalidade de dano passivo por ataque e por contra-ataque, com rajadas de trovões em ambos ataques.
- No jogo Grand Chase, Mjolnir é a capital dos anões aonde Aron o chefe da missão "Mjölnir" no continente de Arquimídia, empunha um martelo muito parecido com o do Deus asgardiano.
- No jogo Ragnarok Online, Mjölnir é uma das armas divinas mais poderosas.
- No livro And Another Thing..., a continuação de 2009 para a saga de livros The Hitchhiker's Guide to the Galaxy de Douglas Adams escrita por Eoin Colfer, o alienígena Wowbagger, o Infinitamente Prolongado (um personagem imortal que quer pôr fim à sua vida depois de todos os bilhões de anos de vida) vê no Mjölnir uma chance de finalmente morrer.
- Em um episódio da série Supernatural, Sam Winchester brande o Mjölnir contra demônios.
- No jogo Middle Earth - ATS, umas das armas lendárias feitas pelos Deuses, é obtida a passar por uma Quest e falar com eles.
- Nas histórias em quadrinhos da sigma comics, vemos o mjölnir do Deus do trovão comum como na mitologia.
- No anime Chūnibyō Demo Koi ga Shitai! a personagem Sanae Dekomori utiliza como arma o Mjölnir apesar de ser apenas em sua imaginação.
- No jogo God of War (2018), Thor e seu Martelo Mjölnir além de serem citados, também aparecem no final do jogo.
- No jogo Assassin's Creed Valhalla (2020), Mjonir é um artefato tecnologico de uma antiga civilização, no qual Eivor precisa juntar todas as peças da armadura de Thor para poder levantá-lo.

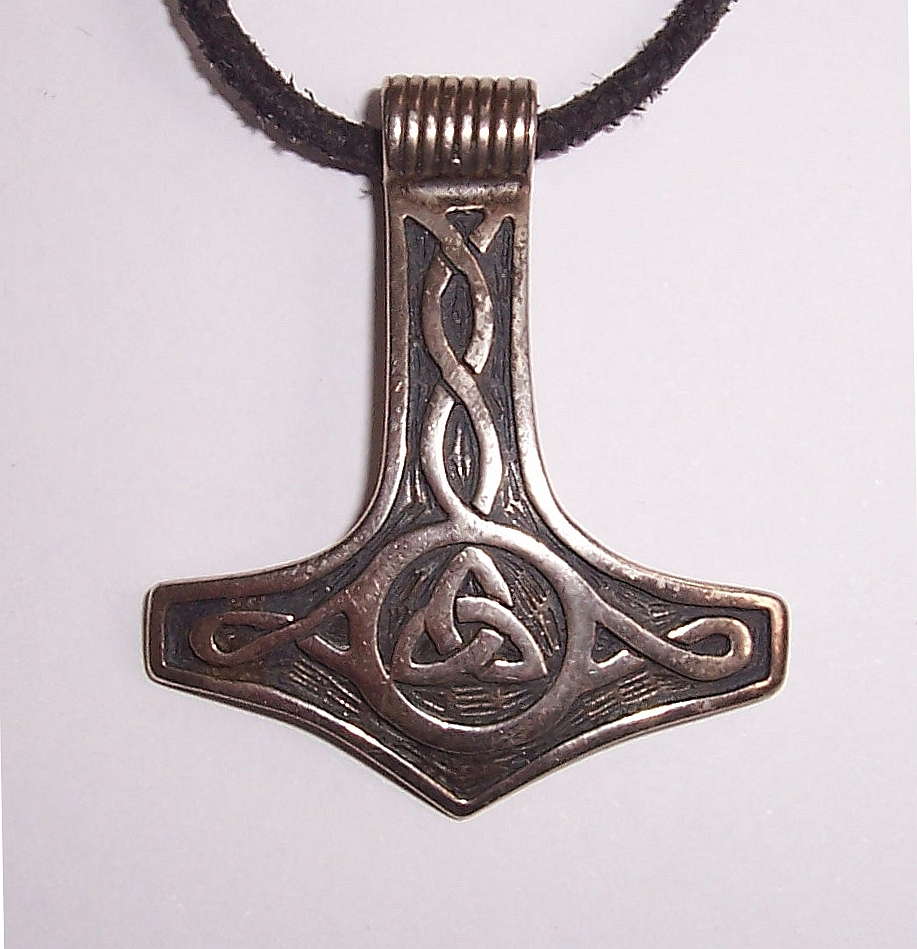
Mjölnir moderno
O brasão de Torsås, com representação de um mjölnir